# Naturbahnrodel-Weltmeisterschaft 2023
Die 24. FIL Naturbahnrodel-Weltmeisterschaft fand vom 10. bis 12. Februar 2023 auf der Naturrodelbahn Pfösl-Riep in Deutschnofen statt. Die Einsitzer-Wettkämpfe wurden in drei, jene der Doppelsitzer in zwei Wertungsläufen ausgetragen.

## Herren-Einsitzer
| Platz | Name                | Zeit (min) |
| ----- | ------------------- | ---------- |
| 01    | Alex Gruber         | 2:43,98    |
| 02    | Michael Scheikl     | 2:44,29    |
| 03    | Thomas Kammerlander | 2:44,30    |
| 04    | Patrick Pigneter    | 2:44,42    |
| 05    | Fabian Brunner      | 2:44,87    |
| 06    | Florian Clara       | 2:44,91    |
| 07    | Stefan Federer      | 2:46,54    |
| 08    | Florian Markt       | 2:48,44    |
| 09    | Miguel Brugger      | 2:50,24    |
| 10    | Ziga Kralj          | 2:50,26    |

Datum: 12. Februar 2023

Es waren 30 Teilnehmer am Start.

## Damen-Einsitzer
| Platz | Name               | Zeit (min) |
| ----- | ------------------ | ---------- |
| 01    | Evelin Lanthaler   | 2:45,83    |
| 02    | Greta Pinggera     | 2:47,36    |
| 03    | Tina Unterberger   | 2:47,72    |
| 04    | Daniela Mittermair | 2:48,57    |
| 05    | Lisa Walch         | 2:49,15    |
| 06    | Michelle Diepold   | 2:49,23    |
| 07    | Jenny Castiglioni  | 2:51,68    |
| 08    | Nadine Staffler    | 2:51,88    |
| 09    | Anastasiya Slyusar | 2:54,62    |
| 10    | Sarah Schiller     | 2:55,10    |

Datum: 12. Februar 2023

Es waren 17 Teilnehmerinnen am Start.

## Doppelsitzer
| Platz | Name                                       | Zeit (min) |
| ----- | ------------------------------------------ | ---------- |
| 01    | Patrick Lambacher – Matthias Lambacher     | 1:57,92    |
| 02    | Patrick Pigneter – Florian Clara           | 1:58,20    |
| 03    | Matevz Vertelj – Vid Kralj                 | 2:02,78    |
| 04    | Anton Gruber Genetti – Hannes Unterholzner | 2:05,38    |
| 05    | Gabriel Halcin – Dominik Neupauer          | 2:06,32    |
| 06    | Tomas Hasek – David Rydl                   | 2:20,43    |
| 07    | Konrad Plonka – Nikolas Dawidowski         | 2:47,91    |

Datum: 11. Februar 2023

## Teambewerb
| Platz | Name                                           | Zeit (min) |
| ----- | ---------------------------------------------- | ---------- |
| 01    | ItalienEvelin Lanthaler Alex Gruber            | 1:53,99    |
| 02    | ÖsterreichTina Unterberger Michael Scheikl     | 1:54,96    |
| 03    | DeutschlandVincent Streit Lisa Walch           | 1:58,65    |
| 04    | SlowenienMeta Mekina Ziga Kralj                | 2:00,13    |
| 05    | Vereinigte StaatenKatie Cookman Torrey Cookman | 2:08,48    |
| 06    | PolenJulia Plowy Nikolas Dawidowski            | 2:16,64    |
| 07    | SchweizJuri Mizuno Shohei Tanaka               | 3:05,14    |

Datum: 12. Februar 2023

## Medaillenspiegel
| Platz | Land        | Gold | Silber | Bronze | Gesamt |
| ----- | ----------- | ---- | ------ | ------ | ------ |
| 1.    | Italien     | 4    | 2      | 0      | 6      |
| 2.    | Österreich  | 0    | 2      | 2      | 4      |
| 3.    | Slowenien   | 0    | 0      | 1      | 1      |
| 3.    | Deutschland | 0    | 0      | 1      | 1      |